# 3:e Våningen
3:e Våningen är en konstnärsdriven arena för nutida dans, konst och musik, som 2010 expanderade ur scenen 24kvadrat, startad 2002 av koreografen Gun Lund och dansproducenten och scenografen Lars Persson.
3:e Våningen ligger i Carnegie sockerbruk, Göteborg och drivs idag av Gun Lund och koreografen och konstnären Olof Persson. Varje säsong presenteras svenska och internationella dansgästspel på Scenen. I Försökshallen, 3:e Våningens vita utställningshall, sker utställningar, performance, föreställningar och konserter. Här finns också en konceptbutik med närproducerad kultur och ett dansbibliotek för forskning och föredrag.